# Cassa di Risparmio di Ferrara
La Cassa di Risparmio di Ferrara S.p.A. nota anche come CARIFE, dal 22 novembre 2015 in liquidazione coatta amministrativa, è stato il principale ente creditizio della città di Ferrara. Dal giorno successivo è stata rifondata, come "Good Bank", Nuova Cassa di Risparmio di Ferrara S.p.A., in breve Nuova CARIFE con la "parte buona" della vecchia banca.
Dal 1º luglio 2017 Carife è di proprietà del gruppo BPER Banca. Il 20 novembre 2017 è fusa per incorporazione in BPER Banca.

## Storia
Sin dalla sua antica fondazione, risalente al 1838 e voluta da un gruppo di cittadini ferraresi guidati dal conte Alessandro Masi, la cassa di risparmio di Ferrara è stata pensata come banca del territorio, cioè capace di adeguarsi alle necessità dei cittadini e di offrire loro sicurezze economiche. La banca è stata la quarta cassa di risparmio italiana più antica dopo quella di Roma e Spoleto e Bologna.
Nel 1913 partecipa alla costituzione dell'Istituto di Credito delle Casse di Risparmio Italiane e dal 1927 al 1942 inizia l'acquisizione e l'accorpamento di numerosi istituti di credito locali. Nel 1967 Carife si dota di un particolare sistema elettronico e nel 1976 è la prima banca italiana ad installare un punto bancomat. A seguito della Legge Amato Carife dà vita, nel 1992, a una società per azioni alla quale cede l'intera azienda bancaria mentre la proprietà azionaria principale rimane alla Fondazione Carife che negli anni ha finanziato il restauro di numerosi edifici storici a Ferrara, come ad esempio la chiesa di San Cristoforo alla Certosa, e ha ospitato la mostra Gli Este a Ferrara - Una Corte nel Rinascimento.

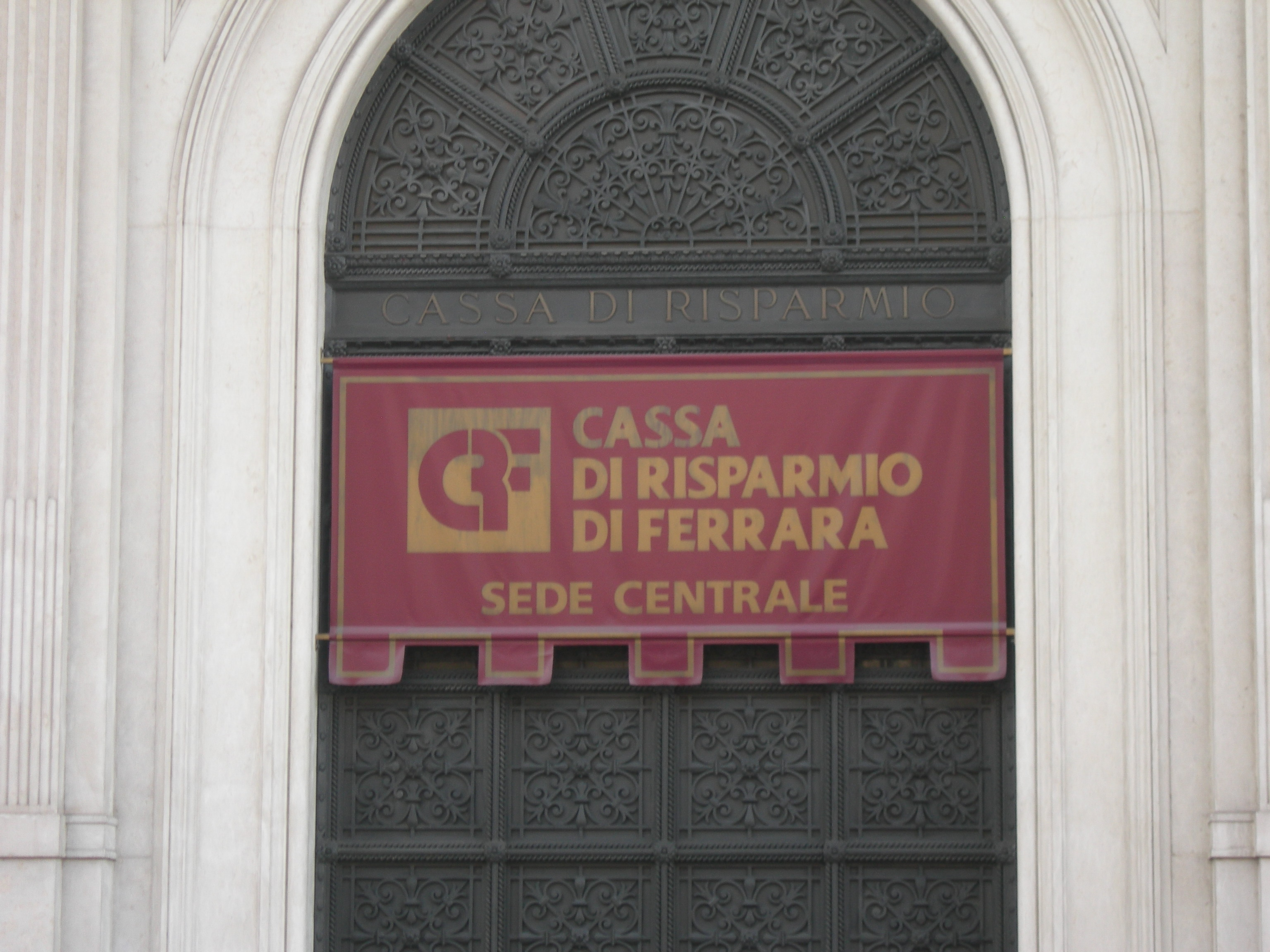
Logo del Gruppo CARIFE

Dal 2002 il gruppo ha deciso di rilanciarsi nel campo economico con il marchio Gruppo CARIFE, ha acquisito la società di leasing e factoring, la Commercio e Finanza Spa facendo nascere il Gruppo CARIFE. Nel febbraio 2003 entra nel gruppo la Banca di Treviso. Nel 2000 era arrivata anche a Roma puntando all'acquisizione del più importante istituto di credito romano, la Banca Popolare di Roma. Sempre nel 2003 Carife torna ad occuparsi del nord fondando il Credito Veronese S.p.a., un progetto al quale Carife partecipa con un'acquisizione del 45%; il 26 aprile 2011, la quota di maggioranza dell'istituto bancario veronese fu acquisita da Banca Valsabbina e il 14 dicembre 2012 l'istituto venne fuso per incorporazione nella medesima.
Nel 2004 Carife acquisisce Finproget Spa. Nel 2005 entrano nel Gruppo CARIFE la Banca Modenese e di Banca Farnese che verrà successivamente acquistata da Carife lanciando un'offerta sul 51% del capitale totale.
Nel 2006 prende avvio il progetto promosso da Carife col nome di Carife SIM che si caratterizza come una struttura bancaria altamente qualificata per la gestione del risparmio, di consulenza finanziaria e nel fornire servizi per la gestione di grandi patrimoni mobiliari. Nel 2008 nel Gruppo CARIFE è stata iscritta la Banca di Credito e Risparmio di Romagna con sede a Forlì. Nel 2010 viene ceduto il 60,31% di Banca di Treviso a Banca Popolare di Marostica.
Nel 2012 vengono fuse nella capogruppo le società Banca Modenese S.p.A., Banca Popolare di Roma S.p.A., Banca di Credito e Risparmio di Romagna S.p.A., Finproget S.p.A., Banca Modenese rimane come divisione all'interno della stessa banca.
Nel 2017, dopo varie difficoltà, Carife è acquistata da BPER Banca.

### Insolvenza
La CARIFE è stata commissariata dal Ministero dell'economia e delle finanze, con Decreto del 27 maggio 2013 con proroga del 26 maggio 2014, su proposta dalla Banca d'Italia per gravi violazioni delle disposizioni legislative, amministrative e statutarie che regolano l'attività della banca e per la previsione di gravi perdite del patrimonio ed è stata posta in amministrazione straordinaria.
Nel 2014 le attività bancarie di Banca Farnese vengono cedute a Banca Centropadana Credito Cooperativo.

#### D.L. 183/2015
Il 22 novembre 2015 il Consiglio dei ministri approva il decreto-legge n. 183, che su proposta della Banca d'Italia, ha disposto la risoluzione dell'istituto come da normativa BRRD (Bank Recovery and Resolution Directive) recepita, appena 6 giorni prima, con il D.Lgs 180/2015 del 16 novembre, con l'azzeramento totale del valore delle azioni e delle obbligazioni subordinate.
I commissari sono decaduti il 22 novembre in seguito alla cessione della vecchia banca, messa in liquidazione, a favore della nuova, denominata Nuova Cassa di Risparmio di Ferrara S.p.A., che ha assorbito i diritti, le attività e le passività positivi, con esclusione delle passività subordinate (cosiddetta Bridge Bank) ed iniziato ad operare il 23 novembre, dopo essere stata autorizzata dalla Banca d'Italia il giorno precedente che ha anche nominato il CdA, presieduto da Roberto Nicastro, ex uomo UniCredit. Amministratore Delegato è stato nominato Giovanni Capitanio, uno dei due ex commissari della vecchia Carife, a testimoniare il desiderio di continuità della linea gestionale con l'ultima amministrazione del vecchio istituto.
I prestiti in sofferenza che residuano una volta fatte assorbire le perdite dalle azioni e dalle obbligazioni subordinate, invece, sono confluiti in una bad bank unica, priva di licenza bancaria, assieme a quelli di Banca delle Marche, Banca Popolare dell'Etruria e del Lazio e Cassa di Risparmio della Provincia di Chieti che hanno avuto analogo epilogo. La bad bank cercherà di collocare gli assets sul mercato ad operatori specializzati avendo ricevuto in carico tali crediti al valore attuale dopo una pesante svalutazione di libro. Anche la nuova banca, sarà comunque collocata sul mercato ad un prezzo, si ipotizza, maggiore della capitalizzazione effettuata dal fondo nazionale di risoluzione che ammonta a 191 milioni di euro oltre ad avere coperte le perdite patrimoniali dovute alla svalutazione dei crediti finiti nella bad bank. Al Fondo di risoluzione partecipano tutti gli istituti italiani che sono stati chiamati a versarvi le quote anticipate dei primi 3 anni per concludere l'operazione del controvalore di circa 3,6 miliardi di euro di cui nessuno proveniente dallo Stato.

##### Proteste
In seguito all'improvviso depauperamento a danno degli azionisti ed obbligazionisti subordinati, per lo più famiglie del territorio ferrarese e correntisti stessi della banca, con le numerose proteste da parte di molti clienti storici ed il conseguente avvio delle procedure da parte di alcune associazioni dei consumatori per definire le azioni legali volte ad ottenere risarcimenti, si è drasticamente ridotto lo storico legame tra la CARIFE ed il territorio ferrarese..

### Sponsorizzazioni sportive
Carife è stata sponsor ufficiale della 4 Torri 1947 Pallavolo Ferrara e della prima squadra nonché di tutte le squadre giovanili della S.P.A.L..

### Fondazione della Cassa di Risparmio di Ferrara

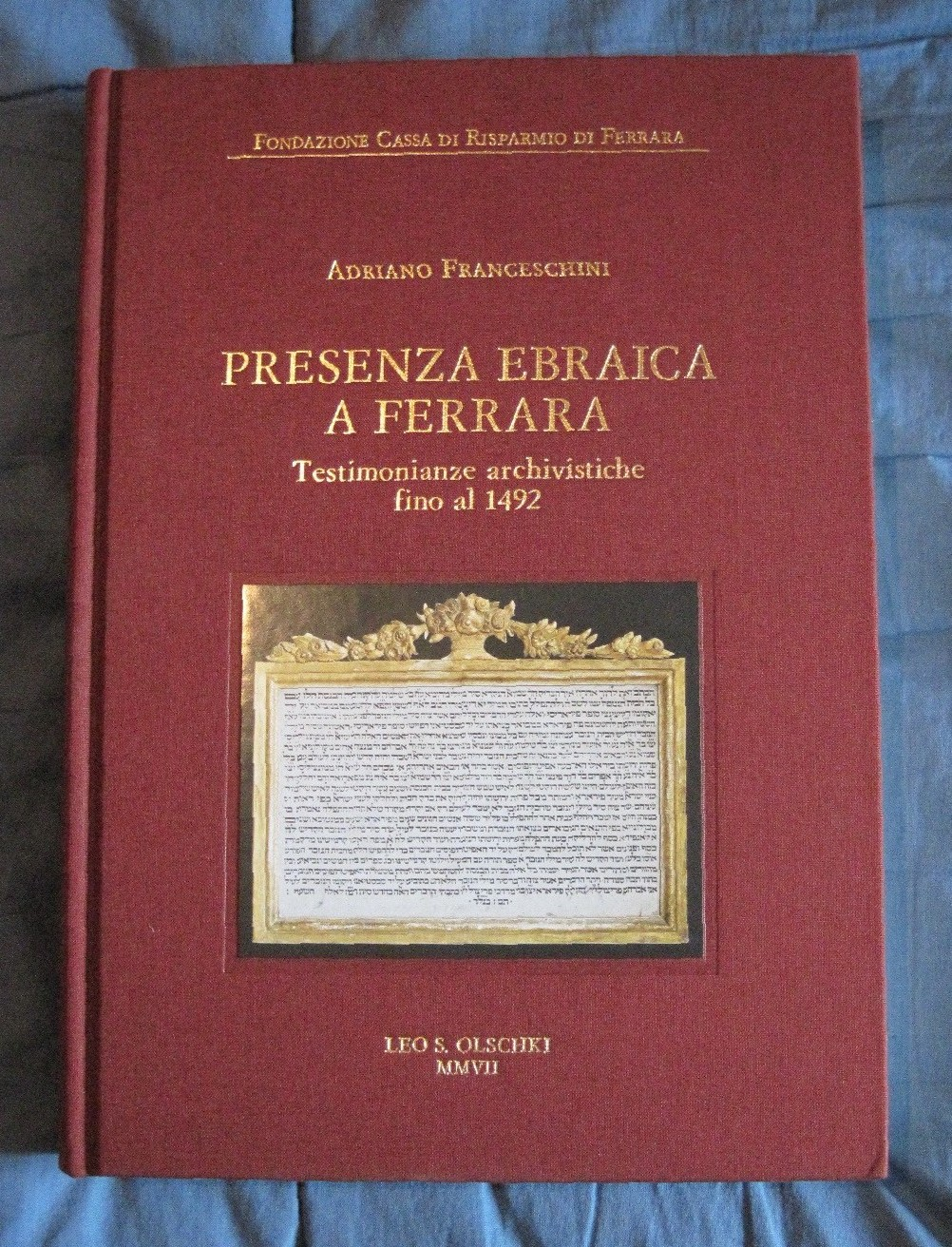
Volume di Adriano Franceschini pubblicato dalla Fondazione

Nel novembre 1992 si è costituita la Fondazione CARIFE (Fondazione della Cassa di Risparmio di Ferrara) avente come statuto l'assistenza, l'istruzione e la cultura, valorizzando il patrimonio locale in varie forme e con interventi differenziati. Ad esempio intervenendo direttamente nel recupero del patrimonio artistico ferrarese, oppure promuovendo l'editoria o ancora pubblicando, dal 1994 al 2012 la Rivista semestrale di cultura Ferrara, voci di una città.

## Nuova Cassa di Risparmio di Ferrara S.p.A.
Il capitale sociale della nuova banca (tecnicamente ente-ponte) di 191 milioni di euro che ha l'indicatore Core Tier 1 al 9%, con sede legale presso la Banca d'Italia, a Roma in via Nazionale 91, è interamente detenuto dal Fondo di risoluzione. In questo modo si sceglie di interrompere qualsiasi legame della vecchia banca con il proprio territorio di origine.
Il C.d.A. era composto dal:
- Presidente Roberto Nicastro
- Amministratore Delegato Giovanni Capitanio
- Consigliere indipendente Maria Pierdicchi

Il presidente del collegio sindacale era Mario Comana.

### Il gruppo
Il Gruppo bancario CARIFE era presente con circa un migliaio di dipendenti e con 107 filiali distribuite prevalentemente nel nord-est, particolarmente in Emilia Romagna (nelle province di Ferrara, Modena, Parma, Reggio Emilia, Bologna e Ravenna) ed anche nel Veneto (a Vicenza e nelle province di Padova e Rovigo), ed in misura marginale anche nel Lazio a Roma, in Campania Napoli ed in Lombardia a Mantova.

#### Società
Il gruppo era composto da:
- Nuova Cassa di Risparmio di Ferrara (capogruppo) che include la Divisione Banca Modenese;
- Carife Sim (a Ferrara) - Società di intermediazione mobiliare;
- Commercio e Finanza Leasing e Factoring (a Napoli) - Società prodotto specializzata nel leasing e nel factoring;
- Carife Servizi Evolutivi Integrati (Carife SEI -a Ferrara) - Società che gestisce il patrimonio immobiliare.

Tutte le società erano possedute interamente al 100%.
Dati aggiornati al 25/11/2015.

### Entrata nel Gruppo BPER
Nuova Carife è stata acquistata da BPER Banca per il prezzo simbolico di 1 euro dopo un aumento di capitale di Nuova Carife sostenuto dal Fondo di Risoluzione e la vendita dei crediti deteriorati in data 30 giugno 2017. Con l'acquisto BPER incrementa la quota di mercato nelle provincia di Ferrara e nel Veneto.
Nuova Carife è stata fusa nella capogruppo BPER Banca con data efficacia dal 20 novembre 2017, cessando di esistere.